# Благовіщенка (Маріїнський округ)
Благові́щенка (рос. Благовещенка) — село у складі Маріїнського округу Кемеровської області, Росія.

## Населення
Населення — 1147 осіб (2010; 1203 у 2002).
Національний склад (станом на 2002 рік):
- росіяни — 93 %